# Magnus Rydberger
Magnus Rydberger, född 5 december 1766 i Skönberga församling, Östergötlands län, död 6 november 1840 i Östra Tollstads församling, Östergötlands län, var en svensk präst.

## Biografi
Magnus Rydberger föddes 1766 i Skönberga församling. Han var son till klockaren Magnus Rydberg och Ingrid Jönsdotter. Rydberger blev 1785 student vid Uppsala universitet och prästvigdes 2 november 1793. Han blev 9 april 1806 komministern i Gammalkils församling, tillträde samma år och blev 11 juni 1817 kyrkoherde i Östra Tollstads församling, tillträde 1818. Rydberger blev 29 september 1827 prost. Han avled 1840 i Östra Tollstads församling.

### Familj
Rydberger gifte sig 25 september 1805 med Brita Charlotta Björling (1781–1837). Hon var dotter till hospitalssysslomannen Carl Björling och Brita Westelius i Vadstena hospitalsförsamling. De fick tillsammans barnen Carl Magnus Rydberger (1807–1807), Charlotta Eleonoro Rydberger (född 1808) som var gift med komministern Pehr Carlsson Hanner i Sankt Johannes församling, Norrköping, studenten Carl Julius Rydberger (1810–1840) och Juliana Lovisa Rydberg (1814–1814).